# كريشنا لال أديكاري
كريشنا لال أديكاري (بالنيبالية: कृष्णलाल अधिकारी، 5 فبراير 1888 - 9 ديسمبر 1923) كاتب نيبالي اشتهر بنشره مكيكو خطي (1920)، وهو كتاب عن زراعة الذرة واتُهم بالخيانة. حكم عليه بالسجن تسع سنوات وتوفي في السجن. بعد وفاته تم الاعتراف به كأول «شهيد أدبي» في نيبال.

## النشأة والوظيفة
ولد أديكاري في مقاطعة راميشاب في 5 فبراير 1888، واستمر ليصبح مسؤولًا حكوميًا «سوبا». عمل في وزارة الخارجية. كان أديكاري من دعاة حرية التعبير والتعبير الشخصي.
استوحى أديكاري من تأليف كتاب عن زراعة الذرة بعد قراءة كتاب هندي أعطاه إياه صديقه. بإذن من النيبالية بهاشا براكاشيني ساميتي (لجنة نشر اللغة النيبالية)، نشر كتاب مكيكو خطي في يوليو 1920. تحدث اثنان من النقاد هما راماري أديكاري وبوجراج كافلي لرئيس الوزراء شاندرا شومشر جانغ بهادور رنا عن الكتاب، وألقوا باللوم على الكاتب في «عبارات خبيثة عن الخيانة». وبحسب ما ورد قال شاندرا إن كريشنا لال أديكاري «قام بهجوم رمزي» عليه لأن الكتاب يحتوي على «تحليل مقارن لفائدة كلب من سلالة إنجليزية وكلب أصلي».
في 2 أغسطس 1920 حُكم على أديكاري بالسجن لمدة تسع سنوات، مع خيار تخفيض عقوبته إلى ست سنوات إذا أعطى كل الألف نسخة المطبوعة من الكتاب للحكومة. حاول تسليم جميع النسخ لكن واحدة فقدت، لم يكن يعرف أين ذهبت النسخة الواحدة. تم حرق جميع النسخ البالغ عددها 999. لا توجد نسخ معروفة من الكتاب موجودة الآن.
في نفس العام تم نشر مكيكو خطي مرة أخرى دون الإشارة إلى سلالة رانا، تحت عنوان جديد هو كريشي شيكشفالي (الزراعة).

## الموت
مات أديكاري من مرض السل بعد ثلاث سنوات أثناء وجوده في السجن. وبينما كان على فراش الموت أخذه الحراس لأخذ حمام شمسي. طلبوا من شاندرا شمشر إطلاق سراحه لكنه رفض. ويقال أنه في نفس اليوم كتب أديكاري على الأرض: «عذاب الرنا». طلب والد أديكاري من شاندرا شومشر الإذن بحرق ابنه في معبد باشوباتيناث، لكنه رفض قائلاً إنه سُجن «ليموت متحللاً». كتب أحد المؤلفين أن أديكاري عومل بشكل غير إنساني داخل الزنزانة.